# Bloodstock Open Air
Bloodstock Open Air er en årlig heavy metal-festival, der afholdes i Catton Hall i Walton-upon-Trent, England. Den begyndte i 2005. Tidligere har bands som Children of Bodom (2005), Edguy (2005/6), Turisas (2006), Ensiferum (2006) og Stratovarius (2006) spillet der.

## BOA 2007
Line-up for Bloodstock Open Air 2007, afholdt 16. – 18. august 2007, var:
| Main Stage                                                      | | |
| Torsdag                                                         | Fredag                                                                                                | Lørdag |
| Chris Slade Sight of Emptiness Kiuas Head On Firewind Testament | Exploder Voodoo 6 Scar Symmetry Wolf Memfis Korpiklaani Epica Nevermore Dark Tranquillity Lacuna Coil | Beyond All Reason Rise to Addiction Freedom Call Benediction Legion of the Damned Finntroll Dream Evil Sabbat Arch Enemy In Flames |

| Unsigned Stage | |
| Fredag | Lørdag |
| Mindflow The Omen Life Denied The Aftermath Enemo J Timefall Cerberal Fix Forever Never Sinoscence King Lizard Idiom Hexagram | Hanging Doll Kobrakai The Apostacy Hollow Earth Theory Sinnergod Nephwrack Speed Theory Nemhain Honey for Christ Trigger 9 Exit 10 Axis of Evil Terrathorn |